# Paul Schellander
Paul Schellander (Klagenfurt, 5 novembre 1986) è un hockeista su ghiaccio austriaco.

## Carriera

### Club
Schellander è cresciuto nelle giovanili della squadra della sua città, l'EC KAC, ed ha giocato per tutta la sua carriera coi biancorossi, collezionando complessivamente 500 presenze nel massimo campionato austriaco e vincendo tre titoli (2003-2004, 2008-2009 e 2012-2013).
Al termine della stagione 2013-2014 venne annunciato il mancato rinnovo con il KAC, che si trasformò presto in un ritiro dall'hockey professionistico, poiché preferì dedicarsi agli studi.
Negli anni successivi ha giocato in quarta serie austriaca con i dilettanti dell'Union EC Wien.

### Nazionale
Schellander ha esordito con la maglia della nazionale austriaca il 6 aprile 2007, in una gara contro la Slovenia.
Ha disputato anche un'edizione dei mondiali, nel 2009.

## Palmarès

### Club
- Campionato austriaco: 3

Klagenfurt: 2003-2004, 2008-2009, 2012-2013